# Benedizione mortale
Benedizione mortale (Deadly Blessing) è un film del 1981 sceneggiato e diretto da Wes Craven. Il film è uscito nelle sale cinematografiche statunitensi il 14 agosto 1981.

## Trama
Martha e Jim sono due sposi che vivono a stretto contatto con una comunità amish: lui ne faceva parte ma l'ha abbandonata per amore di Martha, motivo per il quale la donna è molto mal vista dagli ittiti. Uno di loro aggredisce Faith, altra ragazza non facente parte della loro comunità, mentre dipingeva in un campo: Jim salva la ragazza e rivela a Louisa, madre di Faith, che lui e Martha aspettano un bambino. Quella stessa sera Jim viene ucciso nella cantina di casa propria: appena dopo le esequie Martha viene raggiunta da due amiche, che si trattengono da lei ma cercano di convincerla a tornare in città con loro. Una delle due, Lana, è perseguitata da tempo da strani incubi. Nel pomeriggio alcuni hamish, tra cui l'aggressore di Faith (William) si introducono nella cantina in cui si è consumato l'omicidio: i ragazzi rischiano di essere scoperti da Martha, ma riescono ad andare via. William perde tuttavia una scarpa: costretto da un ordine del padre a tornare a prenderla, viene anche lui ucciso nelle stesse modalità con cui era stato ucciso Jim.
Gli amish, preoccupati, arrivano per la prima volta a rivolgere la parola a Martha pur di trovare William: l'amish più anziano, nonché padre di Jim, vorrebbe riavere la casa del figlio, ma Martha si rifiuta. Da questo momento Martha viene considerata come il messaggero del demone Incubus. Il giorno dopo, il cadavere di William viene rinvenuto impiccato nella cantina di Martha: gli amish rifiutano l'autopsia, sostenendo che a commettere l'omicidio è stato il demone Incubus. Successivamente il ragazzino che aveva convinto William a entrare in casa di Martha riceve una punizione corporale dall'amish anziano nel mezzo di una funzione. Nel frattempo continuano ad accadere degli strani avvenimenti: Lana è sempre perseguitata da strani incubi e qualcuno introduce un serpente nel bagno di Martha mentre quest'ultima è in vasca, facendo in modo che venga aggredita dall'animale mentre si lava. La donna riesce tuttavia ad uccidere il rettile prima che questo la morda.
John, fratello di Jim, si imbatte in una delle amiche di Martha, Vicky, e ne rimane folgorato. Sorpreso da suo padre, il ragazzo viene invitato a desistere in quanto promesso in matrimonio a sua cugina Melissa: ciononostante John si intrattiene con lei una seconda volta. Rifiutatosi di subire fino in fondo l'ennesima punizione corporale da parte di suo padre, il ragazzo viene bandito dalla comunità e raggiunge Vicky fuori dal cinema dove sapeva che si sarebbe recata. I due iniziano ad amoreggiare in macchina ma vengono aggrediti dall'assassino che, dopo aver ucciso John a sangue freddo, dà fuoco all'auto mentre Vicky è ancora dentro. Martha e Lana attendono preoccupate l'arrivo dell'amica: Lana inizia ad affermare che la morte la sta perseguitando. Martha decide allora di cercare l'amica: scopre così che le responsabili degli omicidi sono Louisa e Faith, intente in quel momento ad attaccare Melissa.
Faith, che in realtà è una transessuale, si è innamorata follemente di Martha mentre sua madre vuole togliere di mezzo quest'ultima e riesce a far credere che la ragazza la giudicherà ora che sa che è un uomo dal punto di vista biologico. Louisa è inoltre immotivata da androfobia. Martha si rintana in casa propria insieme a Lana, ma le due vengono aggredite da Faith e Louisa, entrambe armate. Anche Martha ha una pistola e riesce così a difendersi, ma vengono infine salvate proprio da Melissa, sfuggita al precedente attacco. L'ittita sta per uccidere anche Martha e Lana ma viene tuttavia fermata dall'amish anziano, che sostiene che il Messaggero di Incubus è stato ormai eliminato. Il giorno dopo Lana va via definitivamente dal luogo, tuttavia Martha si rifiuta di seguirla: a causa della sua scelta la donna viene tuttavia aggredita dal vero Incubus, che la porta con sé all'inferno.

## Produzione
La scena in cui il personaggio di Lana si ritrova un ragno in bocca è stata girata con un ragno vero: Sharon Stone ha preteso che l'animale venisse reso innocuo attraverso un'amputazione: in caso contrario non avrebbe girato la scena.

## Distribuzione
Nel 2013, molti dopo rispetto alla sua prima diffusione, il film è stato reso disponibile per il mercato home video su DVD e Blu Ray.

## Accoglienza

### Pubblico
Il film ha incassato 8,3 milioni di dollari al botteghino statunitense.

### Critica
Sull'aggregatore Rotten Tomatoes il film riceve il 17% delle recensioni professionali positive con un voto medio di 4,4 su 10 basato su 6 critiche, mentre su Metacritic ottiene un punteggio di 56 su 100 basato su 6 critiche.

## Eredità
La scena in cui Martha viene aggredita da un serpente nella vasca da bagno è stata successivamente ripresa da Wes Craven per una scena cult del suo celebre film Nightmare - Dal profondo della notte.